# Miloš Vystrčil
Miloš Vystrčil (nacido el 10 de agosto de 1960) es un político checo que ocupa los cargos de presidente del Senado y senador del distrito de Jihlava. Anteriormente fue alcalde de Telč y gobernador de la región de Vysočina. 

## Biografía
Vystrčil nació en Dačice en 1960. En 1978 se graduó del gymnasium Otokar Březina de Telč y después estudió matemáticas y física en la Universidad Masaryk de Brno para acabar siendo profesor. 
En 1991 se afilió al Partido Cívico Democrático. Se incorporó a la asamblea municipal de Telč en 1994. Fue elegido alcalde de Telč en 1998 y permaneció en el cargo hasta 2001.
Vystrčil participó en las elecciones regionales de 2000 y fue elegido miembro de la asamblea regional de Vysočina. Fue gobernador regional entre 2004 y 2008. En 2010 se presentó a las elecciones al Senado por la circunscripción de Jihlava. Tras derrotar al socialdemócrata Vratislav Výborný, se convirtió en senador. En 2016 Vystrčil fue reelegido.
Tras la muerte de Jaroslav Kubera, Vystrčil fue nominado para el cargo de presidente del Senado en las elecciones de 2020. Además del Partido Democrático Cívico, su candidatura fue respaldada por KDU-ČSL, el Partido Socialdemócrata Checo y ANO 2011. Vystrčil ganó las elecciones y asumió la presidencia del Senado.
El 9 de junio de 2020, Vystrčil anunció que haría un viaje con una delegación empresarial a Taiwán, algo que su predecesor había planeado hacer antes de su muerte. Esta decisión se oponía a la recomendación del gobierno checo, que apoya la política de una sola China y sólo tiene vínculos extraoficiales con Taiwán, y fue objeto de una fuerte condena por parte del gobierno chino. Una delegación encabezada por Vystrčil llegó a Taipéi el 30 de agosto de 2020. El ministro de Relaciones Exteriores de China, Wang Yi, reaccionó emitiendo una declaración enérgica en la que calificaba la visita de «provocación». En respuesta, el ministro checo de Relaciones Exteriores convocó al enviado chino a Praga.